# Francesc Forns i Sabater
Forns i Sabater, Francesc (Barcelona 1824-1910) fou un compositor i violinista català.

## Biografia
Fou violinista del Gran Teatre del Liceu i de la catedral de Barcelona. També va ser professor de solfeig al conservatori del Liceu. El 1863 rebé el primer accèssit d'un certamen promogut per Clavé, pel seu cor a veus soles Las huestes de Pelayo. Compongué obres religioses, com un missa sobre el Tantum ergo dedicada a la comunitat de la Catedral de Barcelona. Rebé també una menció honorífica en el concurs literarimusical, que s'organitzà dins els actes de celebració del mil·lenari del monestir de Montserrat.
La Biblioteca de Catalunya preserva una col·lecció de partitures de Francesc Forns i Sabater.

## Obra
Ave maris stella [Música manuscrita] : Himno á la SSma. Virgen : á cuatro voces y coro, con acompañamiento á grande orquesta
Benedictus [Música manuscrita] : para Tenor solo, Con acompto. de orquesta
2 Coro Cui dedistis honores, etc. [Música manuscrita] : Para el Gradual, Con acompañamiento de Orquesta
2 Coro "Jesu Rex admirábilis" [Música manuscrita] : para Gradual, con acompto. de Orquesta
Credo, Ofertorio, Sanctus, Benedictus y Agnus de la Misa á 4 voces en Si [bemol] con acompto. de orquesta de Capilla [Música manuscrita]
3 Credo [Música manuscrita] 1862
3 Credo á 3 voces y coro con acompto. de orquesta [Música manuscrita]
Credo en La [Música manuscrita] : con orquesta  1862
Credo con acompto. de orquesta [Música manuscrita] 1874
Elisea [Música manuscrita] : Sinfonia á grande Orquesta
Flora [Música manuscrita] : Sinfonia á grande orquesta
Gradual [Música manuscrita] : Con la letra "Caro mea vere es cibus" rezo de Smo. Sacramento; Gradual : con la letra "Dómine Deus meus in te speravi" para el Domingo dentro de la octava del Corpus
Himno "Gaude mater ecclesia, etc." [Música manuscrita] : Coro con acompto. de orquesta
Las Huestes de Pelayo [Música manuscrita] : Coro á voces solas 1863
Kiries [Música manuscrita]
6 Kiries y Gloria [Música manuscrita]
5 Lamentacion I [Música manuscrita]; Lamentacion II; Lamentacion III : Jueves Sto. por la tarde (Rezo correspondiente al Viernes Sto.)
"Memento mei Deus" [Música manuscrita] : Coro á cuatro voces con acompañamiento de orquesta, : (escrito segun un Duo concertante para dos violines, compto. por L. Spohr;)  
Missa Pastoril [Música manuscrita]  
2 Misa á 3 voces, Con acompto. de Orquesta, [Música manuscrita]  
[Misa en si bemol mayor] [Música manuscrita]  
Misa á 4 voces, Con acompto. de Orquesta, [Música manuscrita]  
Misa á canto llano [Música manuscrita] : con acompto. de organo ó harmónium
7 Misa á dos coros [Música manuscrita]  
7 Misa de Requiem [Música manuscrita]  
2 Credo Pastoril [Música manuscrita]  
Pare nostre, Ave-Maria y Gloria Patri [Música manuscrita] : á dos veus, ab acompanyament d'orga  
Petronila [Música manuscrita] : Overtura á gran orquesta
"Memento mei Deus" [Música manuscrita] : Coro á cuatro voces con acompañamiento de orquesta, : (escrito segun un Duo concertante para dos violines, compto. por L. Spohr;)
Rosario Pastoril á 3 voces y Coro [Música manuscrita]  
2 Sequentia para la festividad del S.S. Corpus Christi [Música manuscrita]  
Stabat Mater à cuatro voces y Coro con acompañamiento de Orquesta [Música manuscrita]
Subvenite [Música manuscrita] : (á 8 voces, pero en los tutti el 2do. Coro dobla al 1o.)
Te-Deum Con acompañamiento de Orquesta [Música manuscrita]  
- ref: Catàleg Col·lectiu de les Universitats de Catalunya